# San Antonio Mihuacán
San Antonio Mihuacán är en ort i Mexiko.   Den ligger i kommunen Coronango och delstaten Puebla, i den sydöstra delen av landet, 90 km öster om huvudstaden Mexico City. San Antonio Mihuacán ligger 2 203 meter över havet och antalet invånare är 6 826.
Terrängen runt San Antonio Mihuacán är en högslätt. Runt San Antonio Mihuacán är det tätbefolkat, med 709 invånare per kvadratkilometer. Närmaste större samhälle är Puebla de Zaragoza, 16,6 km sydost om San Antonio Mihuacán. Omgivningarna runt San Antonio Mihuacán är en mosaik av jordbruksmark och naturlig växtlighet.